# Kasukabe
Kasukabe (春日部市; Kasukabe-shi) és una ciutat japonesa que es troba a la Prefectura de Saitama. Segons dades de l'1 d'octubre de 2003, la ciutat té una població estimada de 206.859 habitants i una densitat de població de 5.468,12 persones per km². L'àrea total és de 37,83 km².
Fou reconeguda com a ciutat l'1 de juliol de 1954. És coneguda fora del Japó per ser la ciutat on viu Shinnosuke Nohara, el protagonista de la coneguda sèrie d'animació Crayon Shin-chan. Amb motiu del cinquantè aniversari de la designació de Kasukabe com a ciutat, l'ajuntament ha decidit atorgar el certificat de residència a Shinnosuke Nohara (Shin-chan).